# 加布麗埃勒·朔彭豪爾
加布麗埃勒·朔彭豪爾（德語：Gabriele Schopenhauer，1951年9月2日—），生于德国奧伊廷，是一名德国社会民主党籍政治家，2008年起担任德國呂貝克市市長，是第二位呂貝克的女性市長。该市第一位女性市長Ingeborg Sommer也是德国社会民主党出身。

## 外部連結
- 呂貝克市市長官方網站（页面存档备份，存于）